# CANTA
CANTA（カンタ）は、日本のロックバンド。2002年結成。

## 略歴
ルーク篁（元・聖飢魔II）を中心に、雷電湯澤（RX、元・聖飢魔II）とMASAKI（アニメタル）のトリオ・バンドとして結成される。
技巧派揃いのバンドであるが、激しいテクニカルプレイの応酬ではなく、あくまでメロディアスでポップなハードロックを志向している。
ボーカルはルーク篁が務めているが、ルーク本人は元々ボーカリストを他人に頼もうとしており、散々探し回ったが結局見つからず自分が歌うことになったという。
2020年、春ツアーとファンクラブイベントをもって解散することが発表された。
だが、新型コロナウイルス感染症(COVID‑19)の流行によりツアーが延期されており、それにともなって解散自体も延期になっている。
2021年に改めての開催を予定していたがこれも叶わず、代替としてライブ動画の配信を予定していることが発表された。
その後、Twitterは2022年10月16日で更新が停止されており、明確にCANTAが終了したことは公式サイトに書かれている。

## ラインナップ
- ルーク篁 - ボーカル、ギター
- 雷電湯澤 - ドラムス
- MASAKI - ベース

## ディスコグラフィ

### オリジナル・アルバム
- EVERYTHING'S GONNA BE ALRIGHT（2002年11月27日）
- fraction（2003年11月19日）
- NON-HOMOGENIZED（2005年3月23日）
- 百歌颯鳴（2006年3月24日）
- 流星と春の嵐（2007年5月23日）
- Green Horn（2009年10月28日）
- セヴン（2012年6月27日）
- My Generator（2013年7月10日）
- LOVE FIXXXER（2016年11月2日）
- Did I make it? （2019年7月24日）

### ミニ・アルバム
- MIRACLE（2011年10月26日）

### コンピレーション・アルバム
- きらきら（2008年）
- めらめら（2008年）
- くらくら（2017年）

### シングル
- Tonight³（2004年）
- QUATTORO FORMAGGIO（2009年）
- My Turn（2010年）
- EVERYBODY NEEDS SOMEBODY（2016年）

### DVD
- 040412 LIVE!（2004年）
- 040814 LIVE!（2005年）
- 050717 LIVE!（2006年）
- 060527 LIVE!（2007年）
- 070414 LIVE!（2008年）
- カンナナ -Live at SHIBUYA O-EAST- （2009年） - 演奏曲を収録したボーナスCD(2枚)付、計3枚組仕様。
- 100411 LIVE!（2010年）
- 110409 LIVE!（2011年）
- 120414 LIVE!（2012年）
- 130413 LIVE!（2013年）
- 140412LIVE! ＋ FEEL YOUR LIGHT -e.p.- （2014年） - ボーナスCD付、2枚組。
- 150412LIVE! 春CANTA'15 NEW FRONTIERS～新世界へのロックンロール～（2015年）
- 160409LIVE!（2017年）
- 170408LIVE!（2017年）